# Carlos Alejandro Echeverría
 Carlos Alejandro Echeverría  és un director de cinema bolcat cap al gènere documental. Els seus treballs s'han dirigit fonamentalment a reflexionar sobre les relacions entre memòria i política, així com sobre les pautes culturals de l'autoritarisme.

## Activitat professional
Va ser militant estudiantil al començament de la dècada de 1970. Va estudiar cinema documental a l'Escola d'Alts Estudis de Múnic (Alemanya) on en 1981 va filmar la seva primera pel·lícula: Ensayo sobre Dachau (1981). Va treballar com a docent,
assistent de direcció i camerògraf. Va començar guionando i dirigint films de curt i mediometraje com a Material humano (curtmetratge) i Situaciones en el límite, ambdues de 1982.
Des d'Alemanya va filmar Cuarentena  (1984), basada en l'exili d'Osvaldo Bayer en Berlín i el context de les eleccions d'octubre de 1983, en el final de la dictadura a l'Argentina.
Mentre investigava amb la finalitat de fer un documental sobre el segrest de Juan Marcos Herman ocorregut al juliol de 1977, va ser el primer cineasta argentí que va entrevistar -ja en democràcia- a militars repressors de la dictadura militar de 1976-1983. Echeverría compte que degué procedir amb summa cautela per a aconseguir l'objecte de la seva recerca. Poc abans de tornar a Alemanya va fer dues entrevistes importants que va programar per al mateix dia per les mateixes raons, una en l'edifici del Comando en Cap de l'Exèrcit i una altra en la seu del Regiment Patricis, en el barri de Palerm, amb el cap d'intel·ligència de la zona de Bariloche durant la dictadura, i a un dels involucrats en el segrest. Fruit d'aquest treball va ser Juan, como si nada hubiera sucedido (1987) 
Durant 1993 i 1994 es va sumar a l'equip d'Edición Plus (Telefé).

## Filmografia
Director
- Chubut, Libertad y Tierra (2019)
- Huellas de un siglo  (2010)
- Querida Mara, cartas de un viaje por la Patagonia (2008)
- Pacto de silencio  (2006)
- Los chicos y la calle (2001)
- Juan, como si nada hubiera sucedido (1987)
- El Gringo loco, invierno en la Patagonia (migmetratge) (1984)
- Cuarentena: Exilio y regreso (1983)
- Material humano (curtmetratge) (1982)
- Situaciones en el límite (migmetratge) (1982)

Producció
- Chubut, Libertad y Tierra (2019)
- Pacto de silencio (2006)

Càmara
- Querida Mara, cartas de un viaje por la Patagonia (2008)
- Pacto de silencio  (2006)
- Los chicos y la calle (2001)
- Puente La Noria  (1993)
- Los descampados (migmetratge) (1988)
- Juan, como si nada hubiera sucedido (1987)
- Material humano (curtmetratge) (1982)
- Situaciones en el límite (migmetratge) (1982)

Guionista
- Chubut, Libertad y Tierra (2019)
- Querida Mara, cartas de un viaje por la Patagonia (2008)
- Pacto de silencio  (2006)
- Los chicos y la calle (2001)
- Los descampados (migmetratge) (1988)
- Juan, como si nada hubiera sucedido (1987)
- El Gringo loco, invierno en la Patagonia (migmetratge) (1984)
- Cuarentena: Exilio y regreso (1984)
- Material humano (curtmetratge) (1982)
- Situaciones en el límite (migmetratge) (1982)

So
- Cuarentena: Exilio y regreso (1984)

Fotografia
- Chubut, Libertad y Tierra (2019)
- Querida Mara, cartas de un viaje por la Patagonia (2008)
- Los chicos y la calle (2001)
- Juan, como si nada hubiera sucedido (1987)

Muntatge
- Chubut, Libertad y Tierra (2019)
- Querida Mara, cartas de un viaje por la Patagonia (2008)
- Pacto de silencio  (2006)
- Los descampados (migmetratge) (1988)
- Material humano (curtmetratge) (1982)

Col·laboració en el guió
- Ojos azules  (1989)

Texts
- Chubut, Libertad y Tierra (2019)
- Querida Mara, cartas de un viaje por la Patagonia (2008)
- Juan, como si nada hubiera sucedido (1987)

Assistent de direcció
- Ojos azules  (1989)

Investigació
- Juan, como si nada hubiera sucedido (1987)

Segona unitat de càmera
- Desembarcos  (1989)

### Pel·lícules
- Versió online del film Pacto de silencio
- Versió online del film Querida Mara, cartas de un viaje por la Patagonia
- Versió online del film Juan, como si nada hubiera sucedido

### Informació
- Informació sobre Carlos Echeverría a cinenacional.com